# (7758) Poulanderson
(7758) Poulanderson est un astéroïde de la ceinture principale.

## Description
(7758) Poulanderson est un astéroïde de la ceinture principale. Il fut découvert le 21 mai 1990 à l'observatoire Palomar par Eleanor Francis Helin. Il présente une orbite caractérisée par un demi-grand axe de 2,38 UA, une excentricité de 0,18 et une inclinaison de 21,6° par rapport à l'écliptique.

## Compléments